# Jenkinsia majua
Jenkinsia majua és una espècie de peix pertanyent a la família dels clupeids. Pot arribar a fer 5,5 cm de llargària màxima. Als Estats Units és depredat pel xatrac fosc (Sterna fuscata). Menja zooplàncton. És un peix marí, associat als esculls i de clima tropical (28°N-9°N, 93°W-67°W) que viu entre 0-50 m de fondària. Es troba a l'Atlàntic occidental central: el golf de Campeche, les Bahames i la costa nord-occidental del mar Carib. És inofensiu per als humans.